# アルバロ・マンリケ・デ・スニガ

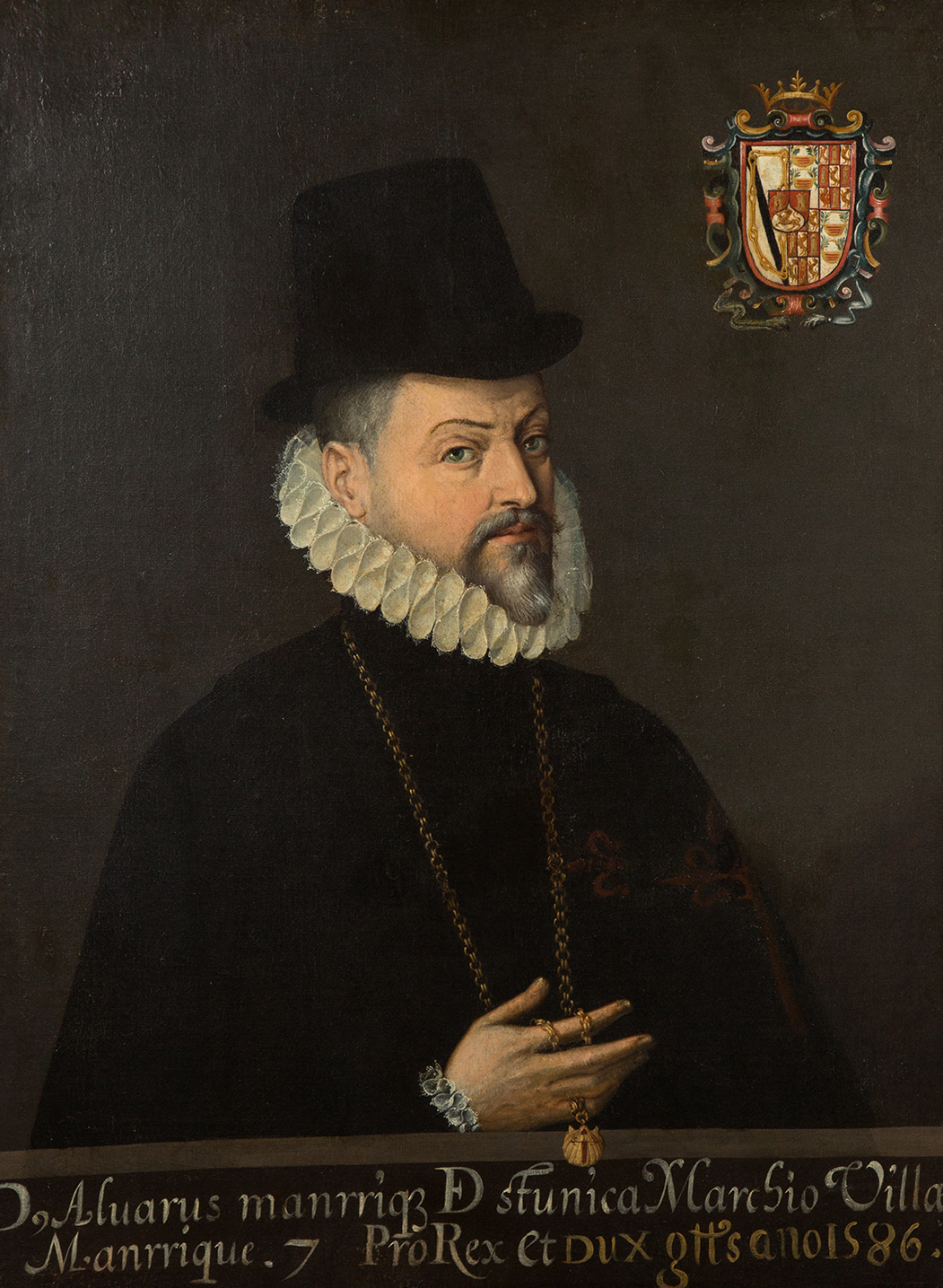
アルバロ・マンリケ・デ・スニガ

初代ビリャマンリケ侯爵アルバロ・マンリケ・デ・スニガ（Álvaro Manrique de Zúñiga、1532年5月29日 - 1604年3月3日）は、スペインの貴族で、第7代ヌエバ・エスパーニャ副王（在職期間1585-1590年）。

## 生涯
マンリケ・デ・スニガはサラマンカで生まれ、セビリアで育った。第5代ベラルカサル伯爵アロンソ・フランシスコ・デ・スニガ・イ・ソトマヨル (es:Alonso Francisco de Zúñiga y Sotomayor) の五男であり、「マンリケ・デ・スニガ」という姓は母方の祖母であるレオノール・マンリケ・デ・ララの領地を継承したことから名乗ったものである。一族には国の要職につく者が多く、兄のアントニオ (es:Antonio de Zúñiga y Sotomayor) はミラノ総督、また無敵艦隊の総司令官アロンソ・ペレス・デ・グスマンは甥にあたる。
1553年から1556年までサラマンカ大学で学んだ。卒業後はセビリア市長をつとめた。当時のセビリアは新大陸への出口としてスペインでもっとも繁栄した都市だった。1575年にビリャマンリケ侯爵の爵位を授かった。

### ヌエバ・エスパーニャ副王
1583年にペルー副王マルティン・エンリケス・デ・アルマンサ（第4代ヌエバ・エスパーニャ副王でもあった）と第5代ヌエバ・エスパーニャ副王ロレンソ・スアレス・デ・メンドーサがともに死亡し、国王フェリペ2世は後任の副王を任命する必要が生じた。マンリケ・デ・スニガはヌエバ・エスパーニャ副王に選ばれ、1585年11月18日にメキシコシティ入りした。
マンリケ・デ・スニガの副王としての仕事は多くの抵抗にあった。彼はメキシコ大司教で異端審問官、監察者を兼ね、さらに前副王の没後は臨時の副王でもあったペドロ・モヤ・デ・コントレラスと対立した。
第4代副王の時代に王命によって修道会に属さない教区司祭を任命しようとしたが果たさなかった。マンリケ・デ・スニガはこの王命を実行しようとしたが、修道会側がスペイン王やインディアス枢機会議に訴えたために取りやめになった。
北方のチチメカとの戦争は長く続いていたが、軍事刑務所を廃止して先住民の奴隷化を止めさせたことは戦争の終結に効果を上げた。副王は先住民の労働環境を改善させた。
当時、イギリスのフランシス・ドレークやトマス・キャヴェンディシュの私掠船がサントドミンゴやマニラ・ガレオンを襲撃する事件が起きていた。副王は沿岸の要塞化やマニラ・ガレオンに護衛艦をつけることで対応した。
グアダラハラのアウディエンシアは副王からの独立を欲し、現地の大土地所有者と姻戚関係を結んでいた。副王はアウディアンシアの聴訴官を捕えようとしたが、聴訴官は内戦の危機をスペイン本国に対して訴えた。フェリペ2世はルイス・デ・ベラスコを後任の副王に任命してマンリケ・デ・スニガを解任し、その財産は差し押さえられた。マンリケ・デ・スニガはスペイン本国に戻り、1604年にセビリアの自宅で没した。